# جورجينا فلور
جورجينا فلور (بالألمانية: Georgina Fleur)‏ هي ممثلة ألمانية، ولدت في 2 أبريل 1990 في هايدلبرغ في ألمانيا.

## وصلات خارجية
- جورجينا فلور على موقع IMDb (الإنجليزية)